# 1882 год в литературе

## Произведения
- «Бартек-Победитель» — произведение Генрика Сенкевича.
- «Власть земли» — художественно-публицистическое произведение Г. И. Успенского.
- «Враг народа» — пьеса Генрика Ибсена.
- «Гризли» — повесть Николая Вагнера.
- «Зелёный луч» — произведение Жюля Верна.
- «Исповедь» — произведение Льва Толстого.
- «Китай-город» — роман Петра Боборыкина.
- «Красавец-мужчина» — пьеса Александра Островского.
- «Поэтическое искусство» — стихотворение Поля Верлена, ставшее художественным манифестом французских символистов.
- «Современная идиллия» — роман Михаила Салтыкова-Щедрина.
- «Тристрам из Лайонесс» — поэма Алджернона Чарльза Суинберна.
- «Школа Робинзонов» — произведение Жюля Верна.

## Родились
- 14 января — Луиза Мори Боумен, канадская поэтесса (умерла в 1944).
- 2 февраля — Джеймс Джойс, ирландский писатель и поэт (умер в 1941).
- 31 марта — Корней Чуковский, русский писатель, публицист, критик (умер в 1969).
- 7 апреля — Антанас Жукаускас-Венуолис — литовский писатель (умер в 1957).
- 28 апреля – Онерва Л., финская писательница и поэтесса.
- 21 июля — Давид Давидович Бурлюк, русский поэт (умер в 1967).
- 4 сентября — Леонхард Франк, немецкий писатель (умер в 1961).
- 10 сентября — Оскар Геллерт, венгерский поэт (умер в 1967).
- 11 сентября — Борис Житков, русский и советский писатель (умер в 1938).
- 1 ноября — Лоренцо Виани, итальянский писатель, публицист и поэт  (умер в 1936).
- 3 ноября — Якуб Колас, белорусский писатель (умер в 1956).
- 12 ноября — Джузеппе Антонио Борджезе, итальянский литературный критик, прозаик, поэт (умер в 1952).
- 28 ноября — Али Аслани, албанский поэт (умер в 1966).
- 12 декабря — Иржи Маген, чешский писатель, поэт, драматург (умер в 1939).

## Умерли
- 20 января — Варфоломей Александрович Зайцев, русский публицист и литературный критик (родился в 1842).
- 21 марта – Франсуа Виктор Адольф де Шаналь, французский писатель (род. в 1811).
- 26 марта — Леопольд Фельдман, немецкий писатель и драматург (род в 1802).
- 30 апреля – Рамон де Месонжеро Романос, испанский писатель.
- 17 июня — Владимир Александрович Соллогуб, русский писатель (родился в 1813).
- 19 июля — Алехандро Тапиа и Ривера, пуэрто-риканский прозаик, эссеист, поэт и драматург (родился в 1826).
- 1 октября — Жюль Норьяк, французский писатель, драматург, либреттист, журналист, театральный деятель (родился в 1827).
- 2 декабря — Элиза Уинстенли, австралийская писательница (род. в 1818).